# Pierre Joubert
(Pierre Joubert)
Pierre Joubert (Parigi, 27 giugno 1910 – La Rochelle, 13 gennaio 2002) è stato un illustratore francese, noto soprattutto come illustratore di riviste e disegni scout, e fu strettamente associato alla creazione del concetto di scouting e della popolare estetica dello scautismo in Francia e Belgio. La sua produzione artistica è comparabile a quella dell'artista americano Norman Rockwell.

## Biografia
All'età di 14 anni si iscrive all''École des arts appliqués di Parigi, diventandone uno studente, ed un anno dopo ha il primo incontro con il mondo dello scautismo. Pubblica i primi disegni nel 1926, e nel 1927, l'artista ed antropologo Paul Coze, nonché uno dei fondatori dello scautismo francese (l'allora associazione Scouts de France), lo nota in un campo scuola a Chamarande, e lo assume come illustratore della rivista ufficiale degli scout francesi. Diviene quindi il disegnatore ufficiale del movimento.
Inizia poi a lavorare per la rivista L'Illustration, ma il suo lavoro rimane strettamente legato alle edizioni "Alsatia" e la sua collezione Signe di piste, una serie di romanzi per l'infanzia editi da quella casa editrice. Lavora anche i grandi nomi della letteratura scout, fornendo le illustrazioni per i libri di Guy de Larigaudie, di Jean-Louis Foncine e Serge Dalens, tra cui Le Bracelet de vermeil e Le Prince Eric, e il calendario del 1955 per gli Scouts de France. 
Scrive inoltre molti libri su vari argomenti (autobiografia, araldica, ecc.), e disegna molte illustrazioni a carattere religioso, storico e scout, copertine di libri, calendari, e così via. Si lega anche con Robert Manson, uno dei grandi nomi della fotografia scout: Pierre disegna quello che Robert fotografa, e Robert compone e fotografa ciò che attira Peter.
Dal 1926 al 1960 collabora con l'Associazione cattolica degli Scouts de France, e dal 1979 invece è illustratore degli Scouts d'Europa francesi.
In Italia le sue illustrazioni appaiono sulle riviste scout dell'Associazione Scouts Cattolici Italiani (ASCI) sin dagli anni '40 e anche in libri come La mia squadriglia e Tappe.
La sua carriera dura quasi 77 anni, durante i quali disegna diverse migliaia di opere. Dopo il matrimonio, si stabilì sulle alture di Meudon, dove visse fino alla fine della sua vita, dividendo il suo tempo fra la città di Meudon e Charentes. 

## Lo stile di disegno
Forte sostenitore e fautore dell'ideale cavalleresco, nei suoi disegni rappresenta un tipo ideale di adolescenza, grintosa, avventurosa e piena di speranza, con un modello stilizzato di adolescente all'aria aperta, dal corpo slanciato, o in mezzo alla battaglia, che persegue una vita di avventura e di esplorazione, di piaceri gioiosi e fraterni, ma senza mai cedere al culto della forza. Inoltre è molto attaccato al mondo dell'infanzia.
Negli anni il suo disegno andrà sempre più caratterizzandosi per uno stile particolare e accurato: infinita la produzione di immagini anche a soggetto scout, dai ritratti della calendario 1955, Scouts de France ...gioco con ambientazione medioevale...quotidiana vita di campo, alla rappresentazione di epiche avventure e raid nella natura, senza , trascurare bozzetti ironici e caricature, trasmettendo ai ragazzi la gioia e l'importanza di un ideale scout cattolico vissuto pienamente, facendo leva - tra l'altro- sull'idealizzazione cavalleresca fatta dallo scautismo.